# Acantholeria caucasica
Acantholeria caucasica är en tvåvingeart som beskrevs av Gorodkov 1962. Acantholeria caucasica ingår i släktet Acantholeria och familjen myllflugor. Inga underarter finns listade i Catalogue of Life.